# Слав'янка Петровська
Слав'янка Петровська (мак. Славјанка Петровска; нар. 11 січня 1982) — македонська правниця, політик, міністр оборони Північної Македонії з січня 2022 року.

## Життєпис
Народилася 11 січня 1982 року в Скоп'є — столиці тогочасної СР Македонія. Там вивчилася в школі, після чого закінчила юридичний факультет столичного університету св. Кирила і Мефодія. В цьому ж виші вона навчається у магістратурі з адміністративного права.
З 2003 по 2006 рік працювала в Секретаріаті з європейських справ, потім два роки — в Асамблеї з міжнародного співробітництва. З 2008 по 2015 рік входила до Національної ради з євроінтеграції.
У 2015 і 2016 роках два короткі строки працювала в апараті міністра внутрішніх справ, а потім керівницею апарату міністра Олівера Спасовського з червня 2017 року. З січня 2020 року по липень 2020 року була заступницею міністра внутрішніх справ у технічному уряді, що діяв перед парламентськими виборами в липні 2020 року. Потім її було обрано депутаткою Зборів Північної Македонії від правлячої партії СДСМ. У парламенті працювала в законодавчому і наглядовому комітетах та комітеті з національної безпеки.
17 січня 2022 року прем'єр-міністр Димитар Ковачевський призначив її на посаду міністра оборони. Пізніше того ж місяця вона заявила, що Північна Македонія обстоює дипломатичне розв'язання російсько-українського конфлікту, а 1 березня 2022 року оголосила, що її країна передасть Україні військові матеріали та оснащення.
У червні 2022 року відвідала у Вашингтоні установчі заходи в рамках Стратегічного діалогу між США та Північною Македонією, а в жовтні 2022 з метою двосторонніх переговорів здійснила дводенний офіційний візит до Словенії.

## Нагороди
- Орден княгині Ольги I ст. (Україна, 4 вересня 2023) — за вагомий особистий внесок у зміцнення міждержавного співробітництва, підтримку державного суверенітету та територіальної цілісності України, популяризацію Української держави у світі[12]